# 杨承颠
杨承颠（？—652年），唐朝初年南宁州大勃弄首领，大勃弄（今云南大理市以南地区）人。
唐高宗永徽初年，杨承颠起事，任命将帅，攻打麻州（今云南宣威市）。和罗仵侯山首领秃磨蒲、大鬼主都干、周近水大首领俭弥于、鬼主董朴等，一起拒战唐朝郎州道行军总管赵孝祖等人率领的多次进攻。遭遇大雪，蛮人冻死无数，弥于、秃磨蒲战死。永徽三年（652年）四月，赵孝祖大败西南蛮族人，小勃弄首领殁盛率万骑屯守白旗城，战败被杀。杨承颠拒绝招抚，坚守大勃弄，也被俘遇害。其他屯聚兵马自保的蛮族部落，大的有兵数万人，小的几千人，赵孝祖一一将其击败降伏，西南蛮族于是平定。